# Sunchon
Sunchon (koreanska 순천시, Sunch'ŏn) är en stad i provinsen Södra P'yongan i Nordkorea, och är belägen vid Taedongfloden. Befolkningen uppgick till 297 317 invånare vid folkräkningen 2008, varav 250 738 invånare bodde i själva centralorten. I december 1951, under Koreakriget, utkämpades här flygstrider vid slaget om Sunchon mellan Kina och FN-styrkor företrädda av Australiens flygvapen.